# Ninh Vân, Ninh Hòa
Ninh Vân là một xã cũ thuộc thị xã Ninh Hòa, tỉnh Khánh Hòa, Việt Nam.

## Địa lý
Xã Ninh Vân có diện tích 44,42 km², dân số năm 2022 là 2.154 người, mật độ dân số đạt 48 người/km².

## Lịch sử
Ngày 28 tháng 9 năm 2024, Ủy ban Thường vụ Quốc hội ban hành Nghị quyết số 1196/NQ-UBTVQH15 về việc sắp xếp đơn vị hành chính cấp xã của tỉnh Khánh Hòa giai đoạn 2023 – 2025 (nghị quyết có hiệu lực từ ngày 1 tháng 11 năm 2024). Theo đó, sáp nhập toàn bộ 44,42 km² diện tích tự nhiên và quy mô dân số 2.154 người của xã Ninh Vân vào xã Ninh Phước.